# Amyema curranii
Amyema curranii är en tvåhjärtbladig växtart som beskrevs av Danser. Amyema curranii ingår i släktet Amyema och familjen Loranthaceae. Inga underarter finns listade i Catalogue of Life.